# Kirche Vågå

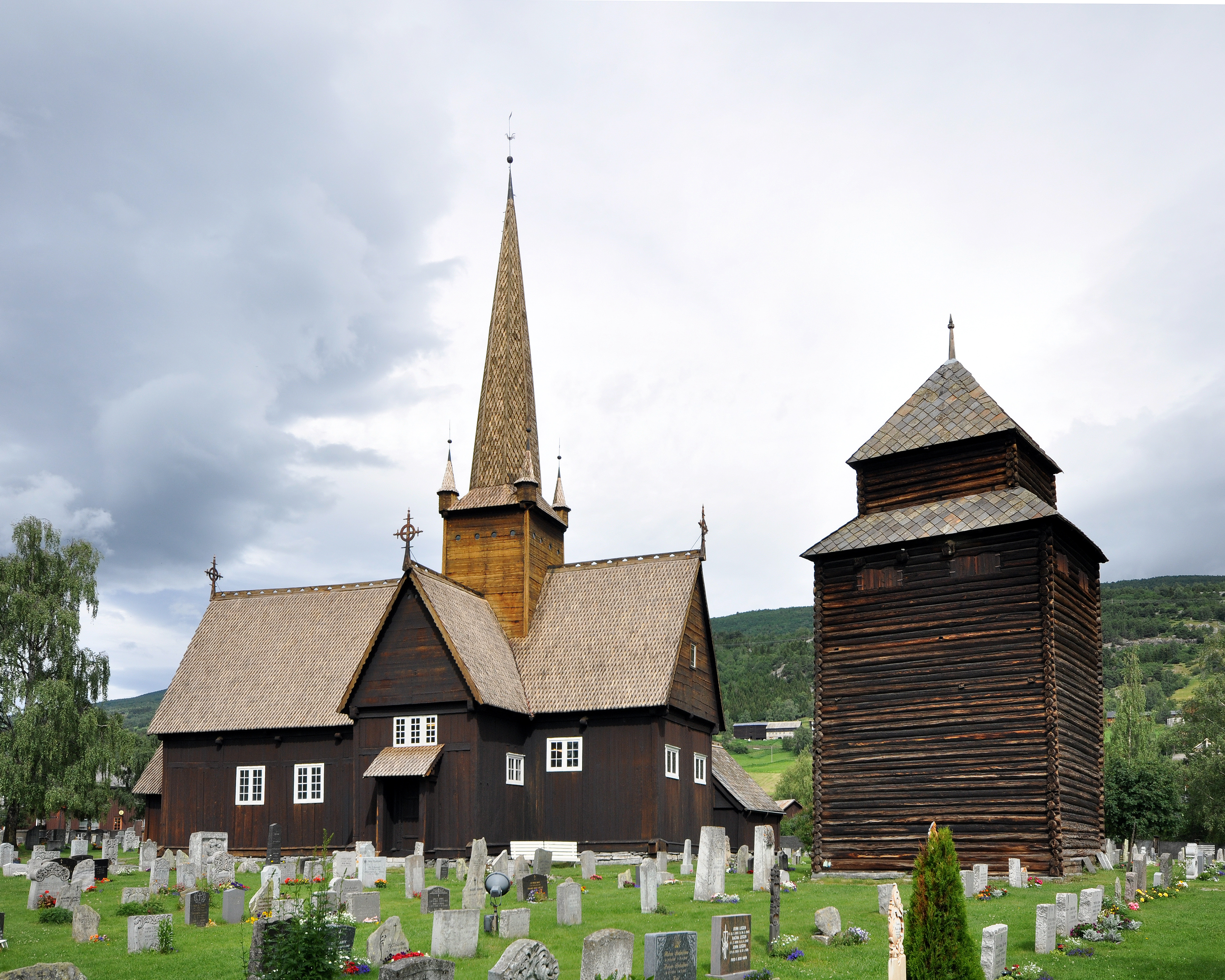
Kirche und Glockenturm

Die Kirche Vågå, norw. Vågå kyrkje, liegt in Vågåmo, Gemeinde Vågå, im Fylke Innlandet in Norwegen. Die Kirche ist der Nachfolgebau einer Stabkirche, Elemente der alten Kirche sind wiederverwendet worden. Obwohl sie manchmal als Stabkirche betitelt wird, ist sie wissenschaftlich gesehen keine Stabkirche, da sie im 17. Jahrhundert abgerissen und ohne die typische Mastekonstruktion neu konzipiert wurde. Sie wird von der Gemeinde als Hauptkirche genutzt.

## Geschichte

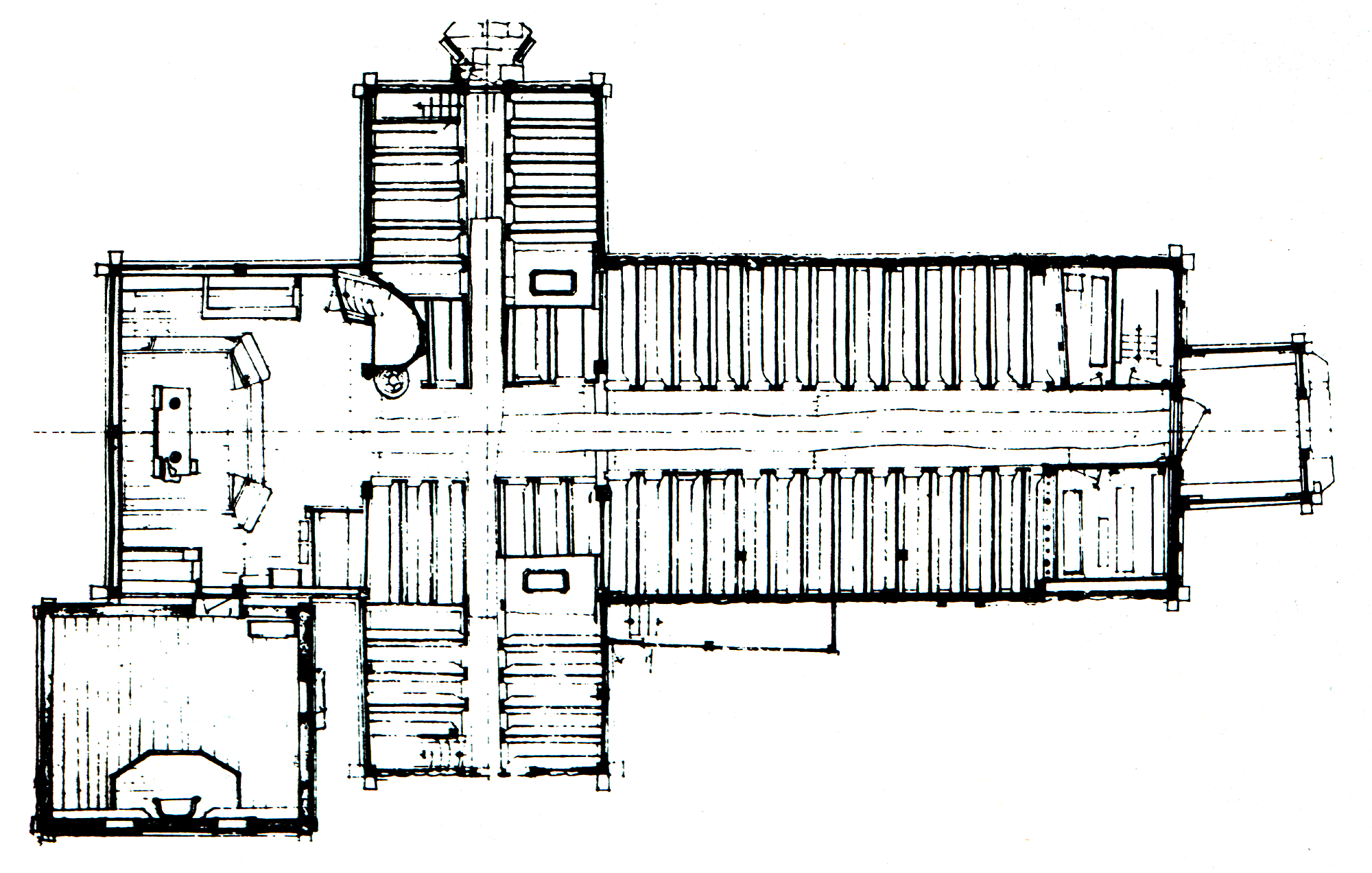
Grundplan der Kirche

Die ursprüngliche Kirche stammt vermutlich aus der Zeit von 1100 bis 1130, hatte wahrscheinlich keine inneren Masten und auch weder Apsis noch Laubengang, die für Stabkirchen typisch sind.
1627 wurde die Kirche abgerissen und von Baumeister Werner Olson neu konzipiert. Er verwendete aber die alten geschnitzten Portale (West- und Südportal). 1630 wurde eine holländische Renaissance-Kanzel eingebaut. 1674 fertigte Johannes Larssen Skråstad aus Vang den Altar, der 1677 von Peder Jonsson bemalt wurde.
Ende des 17. Jahrhunderts malte Henning Munch, damals Priester von Vågå, an die Nordwand des Chors das Bild des Sündenfalls. Im 17. oder 18. Jahrhundert wurde ein Glockenturm gebaut. Die Glocken stammen aus dem 19. Jahrhundert. 1914 wurde die Kirche vom Architekten Heinrich Jürgensen restauriert.

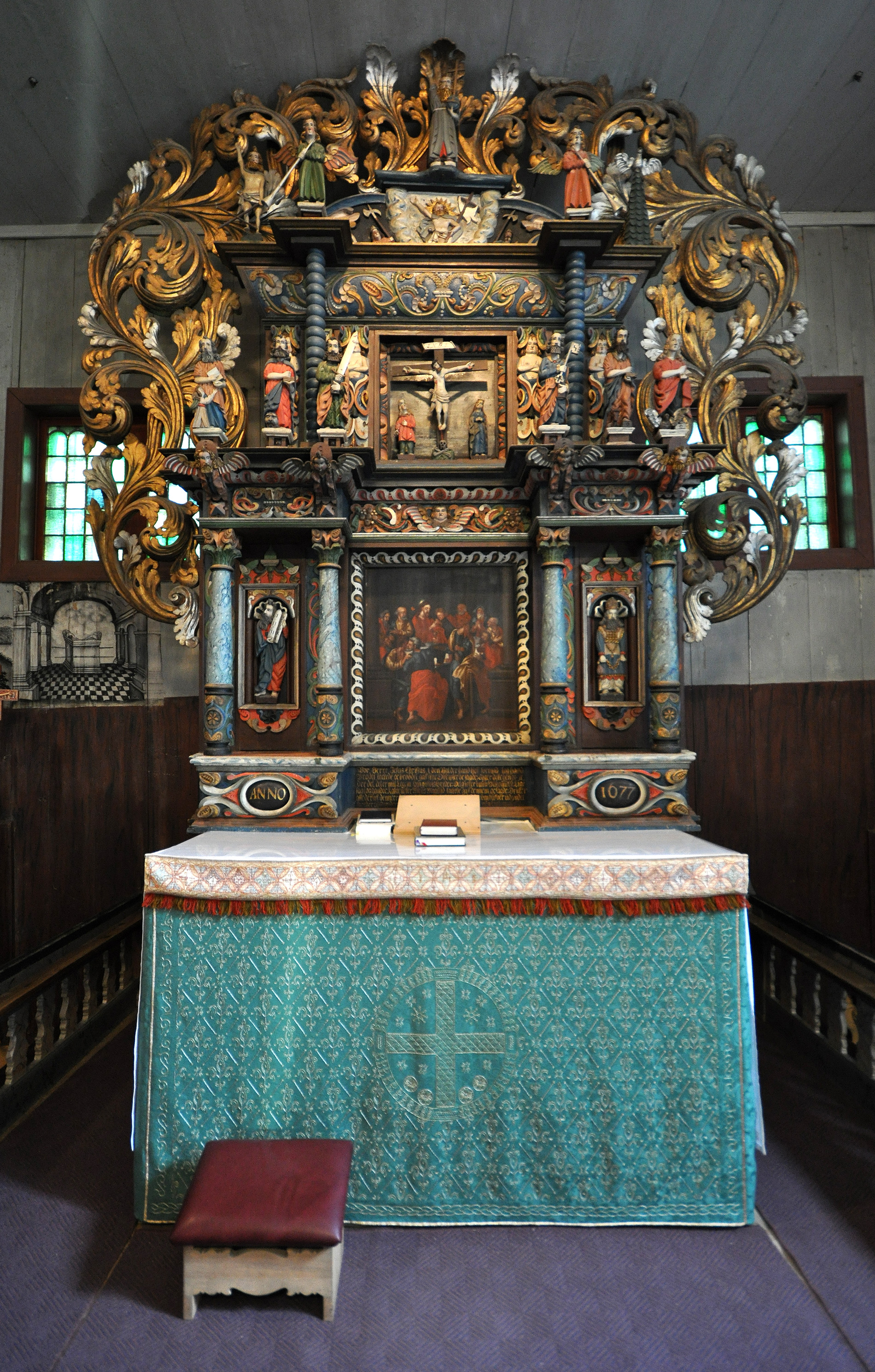
Altar
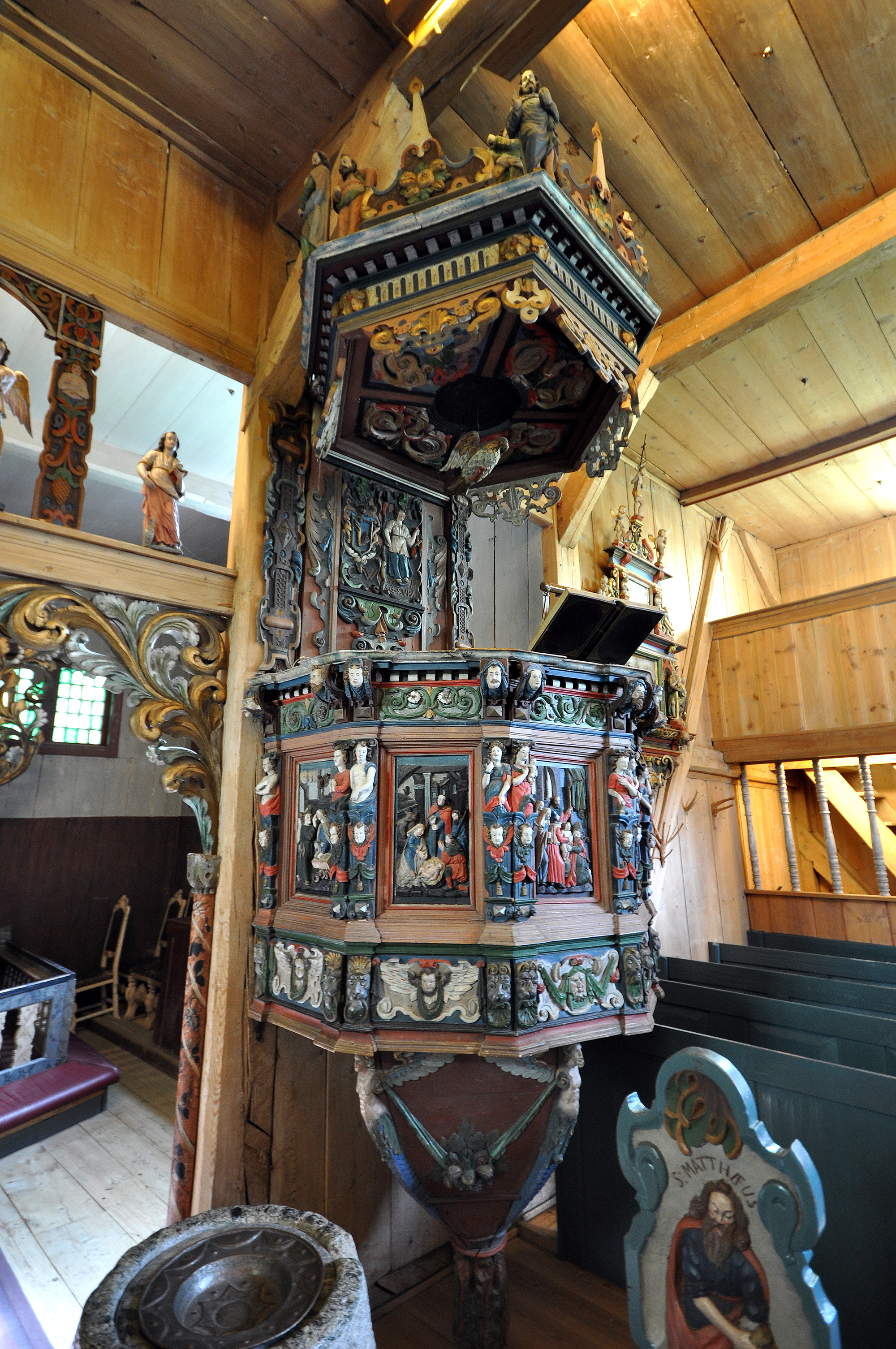
Kanzel